# Hans Backoffen
Hans Backoffen (Sulzbach am Main, 1470 – Magonza, 1519) è stato uno scultore tedesco.
La sua opera ebbe come fulcro Magonza e i principi elettori che vi risiedevano, cui dedicò vari calvari famosi a livello europeo.

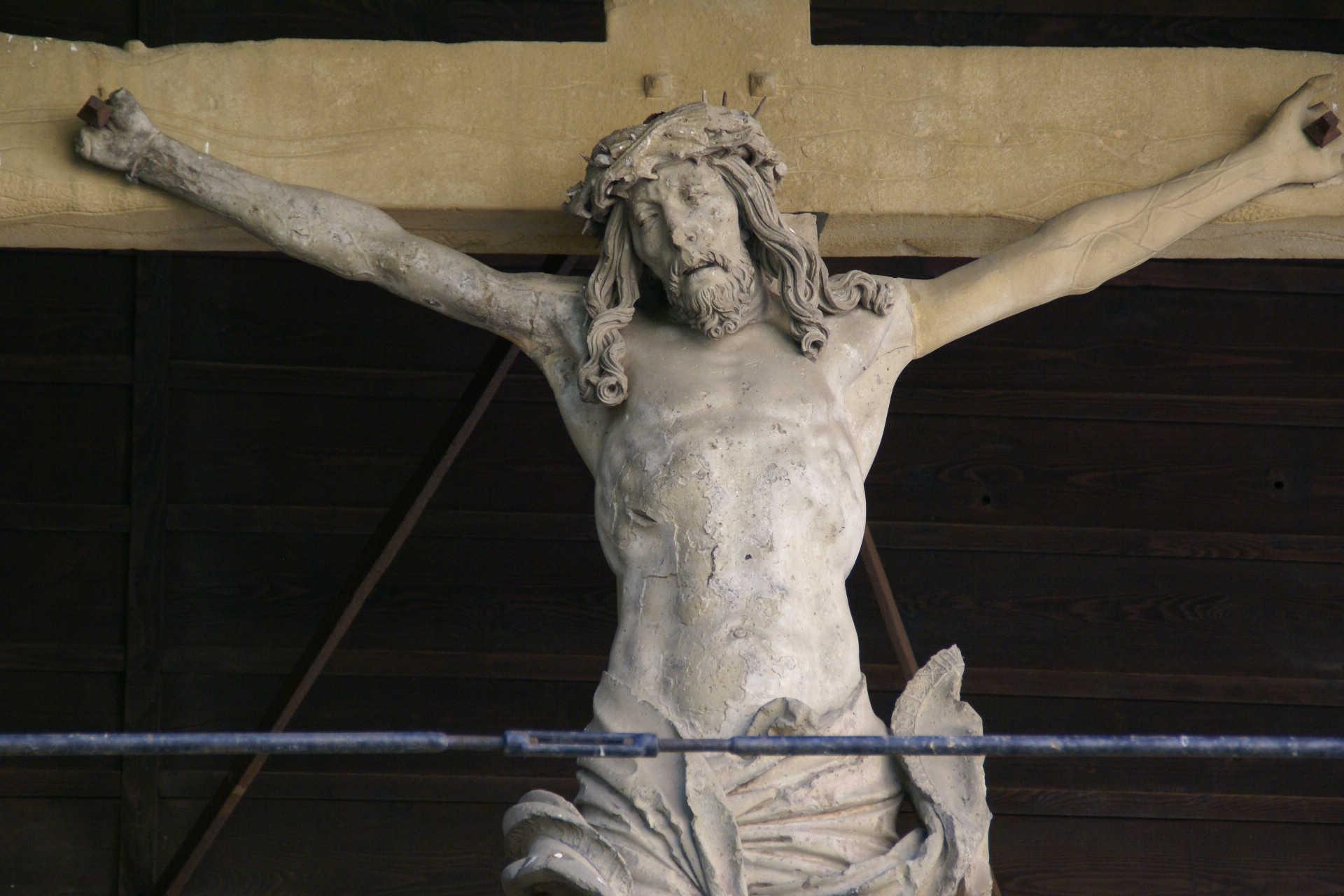
Calvario di Bad Wimpfen

## Biografia
Backoffen nacque presumibilmente a Sulzbach am Main nell'Elettorato di Magonza, ma una seconda ipotesi afferma che lo scultore nacque in un'altra località omonima, posta però vicino a Höchst. La sua opera viene inserita convenzionalmente nel filone tardo-gotico.
Backoffen scolpì il monumento funerario dell'arcivescovo Berthold von Henneberg e quelli degli elettori Jakob von Liebenstein e Uriel von Gemmingen nella cattedrale di Magonza. Ebbe vari incarichi a Hessenthal, nella chiesa di san Pietro a Francoforte e a Bad Wimpfen. Egli apparteneva al consiglio parrocchiale di Sant'Ignazio a Magonza e fu sepolto con la moglie in questa chiesa.
La sua ultima opera fu il suo calvario funebre.